# Škrdlovická lípa
Škrdlovická lípa je starý památný strom rostoucí v obci Škrdlovice, který byl uváděný již v 19. století v časopisu Háj.

## Základní údaje
- název: Škrdlovická lípa, lípa ve Škrdlovicích
- výška: 13,75 (1997?)[1]
- obvod: 575 cm (1891)[2], 580 cm (~1910)[3], 635 cm (1997?)[1], 650 cm (2007)[4]
- věk: 850 let (pověst), 350 let[5]
- sanace: prořez

## Stav stromu a údržba
Již na konci 19. století byla lípa dutá. V první polovině 20. století přišla o část koruny po úderu blesku a v místní kronice je proto roku 1930 popsána jako odumírající. Lípa ale vytvořila náhradní vrchol, dutý kmen zpevňují adventivní kořeny a strom žije dál.

## Historie a pověsti
Podle pověsti byla lípa vysazena uhlířem Skrlou při založení obce ve 13. století. Strom stojí u předpokládané trasy Libické stezky. Ještě na počátku 20. století dosahoval místní rybník k lípě poměrně blízko, dnes strom stojí v zástavbě.

## Památné a významné stromy v okolí
- Račínská lípa (ochrana zrušena 11. října 2011 z důvodu silného poškození dřevokaznou houbou)